# Ambystoma
Ambystoma es un género de anfibios caudados de la familia Ambystomatidae representados por un gran número de especies. Se distribuyen en Norteamérica. Algunas especies son neoténicas; no tienen metamorfosis y se reproducen en estado juvenil. En algunas todos o solo ciertos individuos son neoténicos. Pueden reproducirse por partenogénesis.
La especie mejor conocida y usada en estudios de laboratorio es el ajolote mexicano, Ambystoma mexicanum.

## Especies
Se reconocen las siguientes según ASW:
- Ambystoma altamirani Dugès, 1895
- Ambystoma amblycephalum Taylor, 1940
- Ambystoma andersoni Krebs & Brandon, 1984
- Ambystoma annulatum Cope, 1886 - salamandra anillada.
- Ambystoma barbouri Kraus & Petranka, 1989
- Ambystoma bishopi Goin, 1950
- Ambystoma bombypellum Taylor, 1940
- Ambystoma californiense Gray, 1853 - salamandra de California.
- Ambystoma cingulatum Cope, 1868
- Ambystoma dumerilii (Dugès, 1870) - ajolote del Lago de Pátzcuaro.
- Ambystoma flavipiperatum Dixon, 1963
- Ambystoma gracile (Baird, 1859)
- Ambystoma granulosum Taylor, 1944
- Ambystoma jeffersonianum (Green, 1827) – salamandra de Jefferson.
- Ambystoma laterale Hallowell, 1856
- Ambystoma leorae (Taylor, 1943)
- Ambystoma lermaense (Taylor, 1940) - ajolote de Lerma.
- Ambystoma mabeei Bishop, 1928
- Ambystoma macrodactylum Baird, 1850
- Ambystoma maculatum (Shaw, 1802)
- Ambystoma mavortium Baird, 1850 - salamandra tigre de Texas.
- Ambystoma mexicanum (Shaw & Nodder, 1798) - ajolote mexicano.
- Ambystoma opacum (Gravenhorst, 1807) - salamandra marmórea.
- Ambystoma ordinarium Taylor, 1940 - salamandra de Puerto Hondo.
- Ambystoma rivulare (Taylor, 1940)
- Ambystoma rosaceum Taylor, 1941
- Ambystoma silvense Webb, 2004
- Ambystoma subsalsum Taylor, 1943
- Ambystoma talpoideum (Holbrook, 1838)
- Ambystoma taylori Brandon, Maruska & Rumph, 1982 - ajolote de Alchichica o salamandra de Taylor.
- Ambystoma texanum (Matthes, 1855) - salamandra de boca chica.
- Ambystoma tigrinum (Green, 1825) - salamandra tigre.
- Ambystoma velasci (Dugès, 1888) - salamandra tigre mexicana o salamandra de Tecocomulco.